# Johann Ludwig Christian Carl Gravenhorst
Johann Ludwig Christian Carl Gravenhorst est un zoologiste allemand, né le 14 novembre 1777 à Brunswick et mort le 14 janvier 1857 à Breslau.

## Biographie
Il s'intéresse très tôt aux insectes sous l'influence de deux de ses professeurs, entomologistes amateurs. Il entre à l'université d'Helmstedt pour y étudier le droit en 1797. La mort de son père deux ans plus tard lui laissant une grande fortune, il peut changer d'orientation et part à l'université de Göttingen où il suivra les cours de Johann Friedrich Blumenbach (1752-1840). Il revient passer sa thèse à Helmstedt sur un sujet d'entomologie.
Il se rend à Paris en 1802 et rencontre alors Georges Cuvier (1769-1832), Pierre André Latreille (1762-1833) et Alexandre Brongniart (1770-1847). Parallèlement à ses études, il peut se constituer, grâce à ses moyens financiers, une très importante collection d'histoire naturelle.
En 1805, il obtient une chaire à Göttingen et publie l'année suivante Monographie Coleopterorum. Parmi ses travaux, il faut citer ses études des guêpes parasites mais aussi en herpétologie. Il s’intéresse aux hyménoptères parasites (ichneumons) et fait paraître Monographia Ichneumon pedestrium et Consepectus generum et familiarum Ichneumonidum en 1815 et en 1819, cette dernière avec Christian Gottfried Daniel Nees von Esenbeck (1776-1858).
Il s'installe à Francfort-sur-l'Oder en 1810 et enseigne l'histoire naturelle à l'université de la ville. L'année suivante, l'université est transférée à Breslau. Il devient directeur du musée de zoologie de l’université de Breslau (aujourd’hui
Wroclaw) et y installe ses propres collections.
Il commence à souffrir de troubles mentaux à partir de 1825. Il arrête tout travail scientifique dans les années 1840 et se retire en 1856. Adolph Grube lui succède à la chaire de zoologie de Varsovie.